# Borris (Carlow)
Borris (Iers: An Bhuiríos), is een plaats in Ierse graafschap Carlow. Het ligt aan de rivier de Barrow in het zuidwesten van het graafschap. Het telde in 2006 1011 inwoners.
Ballinkillen · Ballon · Ballymurphy · Borris · Carlow · Clonegal · Clonmore · Fennagh · Hacketstown · Kildavin · Leighlinbridge · Muine Bheag · Myshall · Nurney · Old Leighlin · Rathvilly · Royal Oak · St Mullin's · Tinryland · Tullow